# Lijst van beelden in Hardinxveld-Giessendam
Dit is een (onvolledige) chronologische lijst van beelden in Hardinxveld-Giessendam. Onder een beeld wordt hier verstaan elk driedimensionaal kunstwerk in de openbare ruimte van de Nederlandse gemeente Hardinxveld-Giessendam, waarbij beeld wordt gebruikt als verzamelbegrip voor sculpturen, standbeelden, installaties, gedenktekens en overige beeldhouwwerken.
| Geplaatst  | Omschrijving                    | Kunstenaar                           | Straat                           | Plaats                 | Materiaal | Afbeelding |
| ---------- | ------------------------------- | ------------------------------------ | -------------------------------- | ---------------------- | --------- | ---------- |
|            | Metaal plastiek                 | Evert van Lopik                      | Pauwtjesmolen, school            | Hardinxveld-Giessendam |           |            |
| 1953       | Oorlogsmonument                 | Kees Schrikker                       | Sluisweg                         | Hardinxveld-Giessendam |           |            |
| 1967       | Onder dak                       | Jos van Dormolen                     | Nassaustraat                     | Hardinxveld-Giessendam |           |            |
| 1997/ 2004 | Ode aan de zalmen en de vissers | Marcus Ravenswaaij                   | Rivierdijk t.h.v. 173            | Hardinxveld-Giessendam |           |            |
|            | Man met vis                     | Steef Roothaan                       | De Buurt                         | Hardinxveld-Giessendam |           |            |
|            | Schietschijf                    | onbekend                             | Pieter de Hooghstraat, gymgebouw | Hardinxveld-Giessendam |           |            |
|            | onbekend                        | onbekend                             | Hobbemastraat, bibliotheek       | Hardinxveld-Giessendam |           |            |
|            | Keramisch reliëf                | onbekend                             | Hobbemastraat, school            | Hardinxveld-Giessendam |           |            |
|            | Uil en roerdomp                 | Aart van Bennekum                    | Bellefleur                       | Hardinxveld-Giessendam |           |            |
|            | Zadels                          | Joseph Semah                         | Westpark                         | Hardinxveld-Giessendam |           |            |
|            | Fontein                         | Evert van Lopik                      | Brooshooftstraat                 | Hardinxveld-Giessendam |           |            |
|            | Venster naar de toekomst        | Evert van Lopik                      | Troelstrastraat                  | Hardinxveld-Giessendam |           |            |
|            | 3 keramieken beelden            | Aart van Bennekum                    | Peulenstraat 167, bondgebouw     | Hardinxveld-Giessendam |           |            |
| 1997       | De zalmvisser                   | Marcus Ravenswaaij                   | Raadhuisplein                    | Hardinxveld-Giessendam |           |            |
|            | Keramisch reliëf                | Evert van Lopik                      | Talmastraat, centrumgebouw       | Hardinxveld-Giessendam |           |            |
|            | Pedaja                          | onbekend                             | Claversweer                      | Hardinxveld-Giessendam |           |            |
|            | Beweging                        | Evert van Lopik en Henk van Bennekum | Cornelisweer t.o. sporthal       | Hardinxveld-Giessendam |           |            |
|            | Plaquette Merwede-gijzelaars    | onbekend                             | Rivierdijk, voormalige school    | Hardinxveld-Giessendam |           |            |